# Bezavina
 Bezavina  falu Horvátországban Krapina-Zagorje megyében. Közigazgatásilag Veliko Trgovišćéhez tartozik.

## Fekvése
Zágrábtól 32 km-re, községközpontjától  8 km-re északnyugatra Horvát Zagorje területén és a megye délnyugati részén fekszik.

## Története
A településnek 1857-ben 173, 1910-ben 223 lakosa volt. Trianonig Varasd vármegye Klanjeci járásához tartozott.  2001-ben 136 lakosa volt.

## Külső hivatkozások
- Veliko Trgovišće község hivatalos oldala
- A plébánia honlapja